# Da revolução
Da revolução (título original, em inglês: On Revolution) é um livro de 1963 da teórica política Hannah Arendt. Arendt apresenta uma comparação de duas das principais revoluções do século XVIII, a Revolução Americana e a Revolução Francesa.

## História
Doze anos após a publicação de As Origens do Totalitarismo (1951), olhando para o que ela considerava revoluções fracassadas, Arendt otimisticamente voltou sua atenção para prever movimentos não violentos que restaurariam governos democráticos em todo o mundo. Suas previsões revelaram-se em grande parte verdadeiras, sendo essas revoluções em grande parte, mas inconscientemente, baseadas nos princípios que ela expôs.

## Visão geral
Em Da revolução Arendt argumenta que a Revolução Francesa, embora bem estudada e frequentemente emulada, foi um desastre e que a amplamente ignorada Revolução Americana foi um sucesso, um argumento que vai contra as visões marxistas e esquerdistas comuns. O ponto de inflexão na Revolução Francesa veio quando os líderes da revolução abandonaram seu objetivo de liberdade para se concentrar na compaixão pelas massas. Na América, por outro lado, os Pais Fundadores nunca traíram o objetivo da Constitutio Libertatis. Ainda assim, Arendt acredita que o espírito revolucionário desses homens foi posteriormente perdido e defende um "sistema de conselhos" como uma instituição apropriada para recuperá-lo.
Em um livro anterior, A Condição Humana, Arendt argumentou que havia três estados de atividade humana: labor, trabalho e ação. "Labor" é, essencialmente, um estado de subsistência — isto é, fazer o que for preciso para permanecer vivo. Para Arendt, essa era a forma mais inferior de atividade humana (todas as criaturas vivas são capazes disso). "Trabalho" é o processo de criação - um pintor pode criar uma grande obra de arte, um escritor pode criar uma grande obra de ficção, etc. Para Arendt, "trabalhar" vale a pena. Por meio de suas obras, as pessoas podem se lembrar de você; e se seu trabalho for grande o suficiente, você pode ser lembrado por milhares de anos. Arendt observa que as pessoas ainda leem a Ilíada, e Homero será lembrado enquanto as pessoas continuarem contando suas histórias. No entanto, Arendt argumenta que a Ilíada só ainda é lida por causa de seu protagonista: Aquiles. Para Arendt, Aquiles personifica "ação". Somente interagindo com outras pessoas em algum tipo de fórum público seu legado pode ser transmitido de geração a geração; somente fazendo algo verdadeiramente memorável uma pessoa pode alcançar a imortalidade.
Arendt acreditava que os líderes da Revolução Americana eram verdadeiros "atores" (no sentido arendtiano) e que sua Constituição criava "públicos" que conduziam à ação. Os líderes da Revolução Francesa, por outro lado, estavam muito focados na subsistência (o que Arendt chamou de suas "demandas por pão"), em oposição à "ação". Para que uma revolução seja realmente bem-sucedida, ela deve permitir — se não, exigir — que esses públicos sejam criados. Os líderes da Revolução Americana criaram "um público" e agiram dentro desse espaço; seus nomes serão lembrados. Os líderes da Revolução Francesa ganharam seu pão; seus nomes foram esquecidos.

## Crítica
Os críticos de Da revolução incluem Eric Hobsbawm, que argumentou que a abordagem de Arendt era seletiva, tanto em termos de casos quanto de evidências extraídas deles. Por exemplo, ele alegou que Arendt injustificadamente exclui revoluções que não ocorreram no Ocidente, como a Revolução Chinesa de 1911, e que sua descrição da Revolução Russa é uma descaracterização. Por causa disso, Hobsbawm considera a ligação entre as revoluções arendtianas e a história "tão acidental quanto a de teólogos e astrônomos medievais". Além disso, ele encontra mais falhas em como a concepção de revolução de Arendt é normativa, descrevendo sua base como "idealismo filosófico antiquado explícito".